# Adenium obesum
Adenium obesum är en oleanderväxtart. Adenium obesum ingår i släktet Adenium och familjen oleanderväxter.

## Underarter
Arten delas in i följande underarter:
- A. o. boehmianum
- A. o. multiflorum
- A. o. obesum
- A. o. oleifolium
- A. o. socotranum
- A. o. somalense
- A. o. swazicum